# Pungentus parvus
Pungentus parvus är en rundmaskart. Pungentus parvus ingår i släktet Pungentus och familjen Dorylaimidae. Inga underarter finns listade i Catalogue of Life.